# エルコレ・パッティ
エルコレ・パッティ（Ercole Patti 1903年 - 1976年11月15日）は、イタリアの文学者、小説家。映画の原作者。日本ではエルコール・パッチ、エルコーレ・パッチとして紹介されたことがある。

## 経歴
1903年、イタリアのカターニア生まれ。父親は有名な弁護士という裕福な家庭で育った。17歳の時にローマに出て国際法を学んだ後、文学者としてのキャリアを積み重ねた。シチリア島を舞台とした作品が多く、1939年に「お屋敷町」、1954年に「ジョバンニーノ」を発表した。いくつかの作品は映画化された。1976年にローマで死去。72歳。

## 映画化された作品
作品は映画化されて、何本かは日本でも公開された。
- さらば恋の日（1969年11月22日 - ）：原作は1967年に発表された「美しき11月」
- ローマの恋（1962年5月30日 - ）
- 明日なき愛情（1956年11月28日 - ）